# Фудзівара но Мотофуса
Фудзівара но Мотофуса (*藤原 基房, 1144 — 1 лютого 1230) — регент Японії у 1166—1173 роках. Відомий також як Мацудоно Мотофуса. Засновник роду Мацудоно — другою за старшинством гілкою роду Фудзівара.

## Життєпис
Походив з аристократичного роду Фудзівара. Син Фудзівара но Тадаміті, регента Японії в 1123—1129 і 1142—1151 роках, та Мінамото Тошіко. Народився у 1144 році. Отримав маєток Мацудоно, внаслідок чого також став зватися Мацудоно Мотофуса. У 1156 році вперше брав участь у значній військовій кампанії — смуті Хоґен. Тоді ж отримав спочатку 5 ранг (шигоін-ноге), а потім стає коноефу (начальником лівих гвардійців). Наприкінці року отримує джуші-і ноге (нижчий молодший четвертий ранг).
У 1157 році стає володарем нижчого третього рангу (джусанмі) та посаду середнього державного радника. Наприкінці року вже мав старший третій ранг (шосанмі). У 1158 році отримав молодший другий ранг (джуні-і), а у 1159 році — старший другий ранг (шоні-і). Протягом 1160 року обіймав посади старшого державного радника, двірцевого міністра, секретаря Правого міністра (на кшталт заступника міністра закордонних справ).
У 1161 році призначається на посаду Правого міністра, а у 1164 році стає Лівим міністром. У 1166 році отримує посаду регента за імператора Рокудзьо. У 1168 році після смерті останнього залишився на посаді за нового імператора Такакури.
Разом з тим планував зменшити вплив клану Тайра та ексімператора Ґо-Сіракави, оскільки вага роду Фудзівара в державі стала номінальною. У 1170 році стався інцидент біля палацу Ходжудзі: Мотофусу разом з охороною не пустив Тайра но Сукеморі (онук впливового сановника Тайра но Кійоморі). В результаті сутички з Тайра но Кореморі та Тайра но Шіґеморі. Внаслідок цього союзник Фудзівара но Мотофуси — колишній імператор Ґо-Сіракава вступив у конфлікт з родом Тайра. На бік перших перейшов рід Мінамото.
У 1172 році призначається на посаду кампаку, чим зберіг свою владу та дещо посилив політичний вплив у імперії. Поступово вступив у конфлікт з Тайра но Кійоморі. У союзі з ексімператором Ґо-Сіракавою здійснив спробу послабити клан Тайра. Але Кійоморі влаштував заколот, вдершись на чолі 4тис. вояків до Кіото, де повністю захопив владу. Внаслідок цього Мотофуса втратив усі посади й рештки впливу в державі. Було встановлено зміцнено диктатуру Тайра.
У 1180 році підтримав повстання принца Мотіхіто проти клану Тайра. Невдовзі приєднався до Мінамото-но Йосінака, разом з яким брав участь у усіх головних битвах проти Тайра. У 1183 році після поразки Тайра та захоплення Кіото відновив свій вплив. Тоді ж змусив великого державного міністра Фудзівара но Санесаду піти з посаду. Замість нього великим державним міністром і регентом став третій 11-річний син Мотофуси — Фудзівара но Мороіє. Втім фактична влада перебувала у Мінамото-но Йосінаки, що став першим сьогуном, та Фідзавара но Мотофуси. Але після поразки й загибелі Мінамото но Йосінаки у 1184 році вимушений був разом із сином зректися усіх посад та відійти від державної діяльності.
Втім, не залишив імператорського двору, де під час різних заходів та церемоній вважався старшим. Фудзівара но Минофуса мав пошану при дворі наступних імператорів. Помер у 1230 році.